# 五十嵐征彦
五十嵐 征彦（いがらし ゆきひこ、1976年3月8日 - ）は、日本の教育者。高校野球指導者。現役時代は外野手。左投左打、175cm、67kg。
2017年度より学校法人南光学園東北高等学校校長。

## 経歴
父は東北高等学校第十一代校長の五十嵐一彌。
仙台市立上杉山中学校、東北高等学校、日本体育大学卒業。東北高校時代は1993年、第65回選抜高等学校野球大会に背番号13でベンチ入りを果たしている。ただし夏はベンチ外だった。2年上に羽根川竜、1年下に嶋重宣がいた。大学時代は1学年先輩に小林雅英がいて、野球部ではマネージャーを務めた。カリフォルニア州立大学ドミンゲスヒルズ校に2年間留学。
慶應義塾高等学校硬式野球部客員コーチを経て、2003年5月から東北高等学校硬式野球部コーチに就任し、2004年9月に同部の監督に就任した。2008年10月に退任するが、2010年3月に監督に復帰した。2017年より学校法人南光学園東北高等学校長

## 指導した選手
- 加藤政義